# Lucien Laurent
Lucien Laurent (Saint-Maur-des-Fossés, 10 december 1907 – Besançon, 11 april 2005) was een Frans voetballer. Hij was de eerste speler ooit die een doelpunt scoorde tijdens een wereldbekerwedstrijd, namelijk in de negentiende minuut van Frankrijk-Mexico op 13 juli 1930 in Montevideo. Frankrijk won die wedstrijd met 4-1.
Laurent was een arbeider in de Peugeot-fabrieken. Hij speelde tot 1946 bij zes Franse voetbalclubs: Cercle Athlétique de Paris, Sochaux, Rennes, Strasbourg, Club Français en Besançon. Hij speelde tien wedstrijden voor de Franse nationale ploeg en scoorde daarvoor tweemaal. Bijna 68 jaar na zijn doelpunt was hij als enige nog in levende van dat team aanwezig tijdens de WK finale in eigen land die Frankrijk voor het eerst won op 12 juli 1998 tegen Brazilië.